# Evangelische Kirche (Waßmuthshausen)

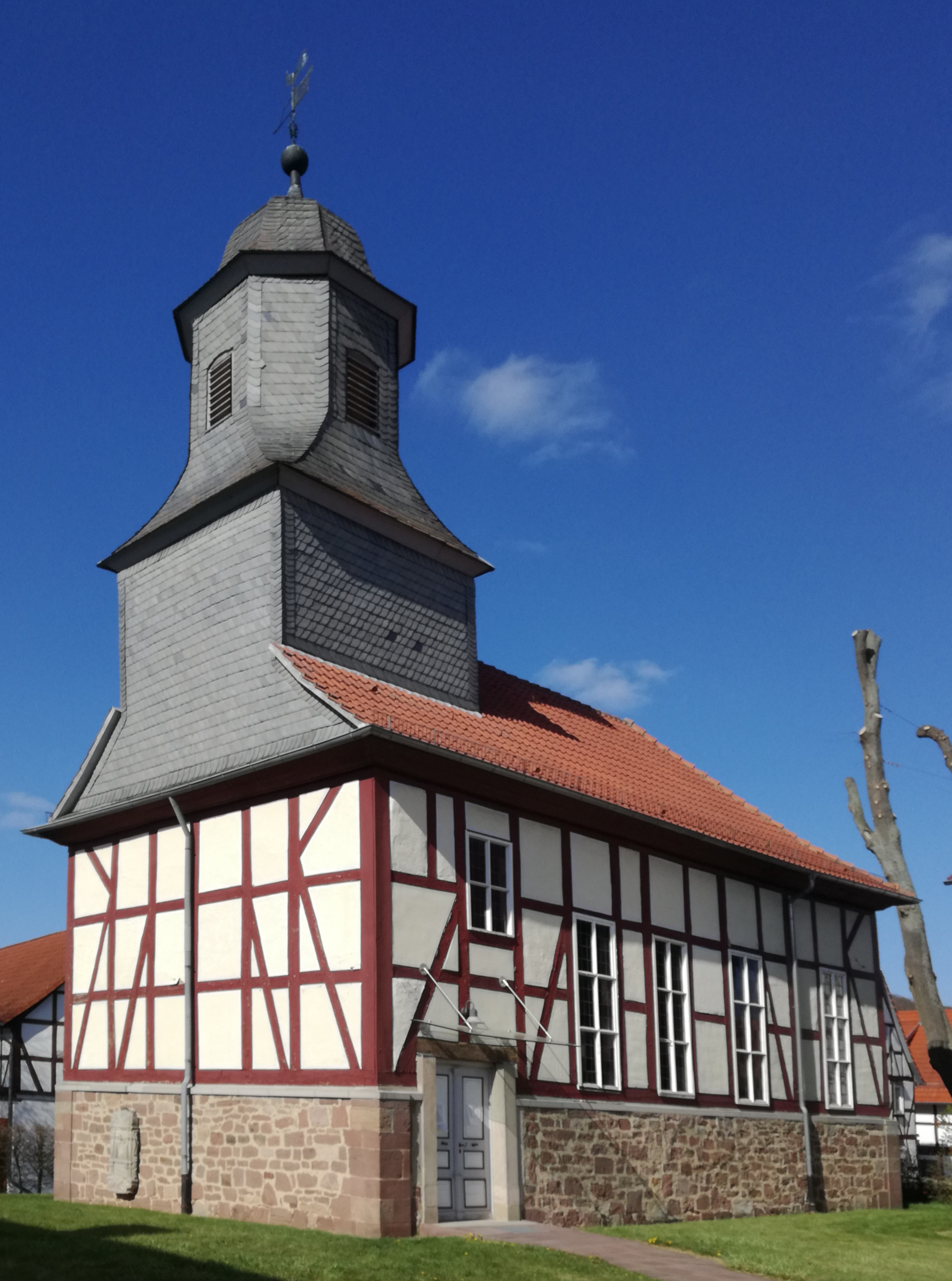
Evangelische Kirche Waßmuthshausen

Die Evangelische Kirche Waßmuthshausen ist ein denkmalgeschütztes Kirchengebäude, das in Waßmuthshausen steht, einem Stadtteil von Homberg im Schwalm-Eder-Kreis in Hessen. Die Kirche gehört zum Gesamtkirchspiel Wernswig-Waßmuthshausen im Kirchenkreis Schwalm-Eder im Sprengel Marburg der Evangelischen Kirche von Kurhessen-Waldeck.

## Beschreibung
Die aus dem Jahr 1254 stammende Pfarre hatte mit Johannes Dilcher von 1533 bis 1538 ihren ersten evangelischen Pfarrer. Die Dorfkirche wurde 1816 im klassizistischen Stil des niederhessischen Calvinismus als Saalkirche errichtet. Die Fachwerkkirche besitzt einen schieferverkleideten Turm an der Westseite, der in einem Aufsatz mit einer Haube den Glockenstuhl beherbergt. Die größere der beiden Glocken aus dem Jahr 1462 trägt die Inschrift „In Gottes und Marien Namen heben wir an“.
Der Innenraum mit einer flachen Decke besitzt eine seitlich nördlich sowie westlich erbaute Empore, die eine von Gustav Wilhelm im 19. Jahrhundert gebaute Orgel trägt. Der große Wandbehang Der Menschensohn wurde 1992 von Thomas Feldmann geschaffen, aus den 1990er Jahren stammen ebenfalls der Taufstein und ein Kruzifix, bei dem Korpus und Kreuz aus demselben Stück Holz gearbeitet sind.